# 広瀬穣治
広瀬 穣治（ひろせ じょうじ、1978年 - ）は、日本の実業家。株式会社伊藤久右衛門代表取締役社長。

## 人物
1978年滋賀県生まれ。2001年に佛教大学社会学部応用社会学科卒業後、大手呉服グループに入社。2005年、ドリームビジョン株式会社（現・夢展望株式会社）に転職し、ECサイト運営に携わる。2010年に株式会社伊藤久右衛門入社。企画室主任や事業統括本部本部長などを経て、2017年専務取締役就任、2022年から現職。